# Polysoma tanysphena
Polysoma tanysphena là một loài bướm đêm thuộc họ Gracillariidae. Nó được tìm thấy ở Zimbabwe.